# Муравьёв, Александр Михайлович (художник)
Алекса́ндр Миха́йлович Муравьёв (26 января 1948, село Маниловское, Иркутская область) — советский и российский живописец, график. Народный художник Российской Федерации (2005). Член-корреспондент Российской академии художеств. Член Союза художников России (1973).

## Биография
Учился в Иркутском художественном училище (1962—1967), Московском полиграфическом институте (1967—1973).
Участник выставок в СССР, Болгарии, Венгрии, ГДР, Монголии, Норвегии, Польше, ФРГ, Чехословакии, Югославии.

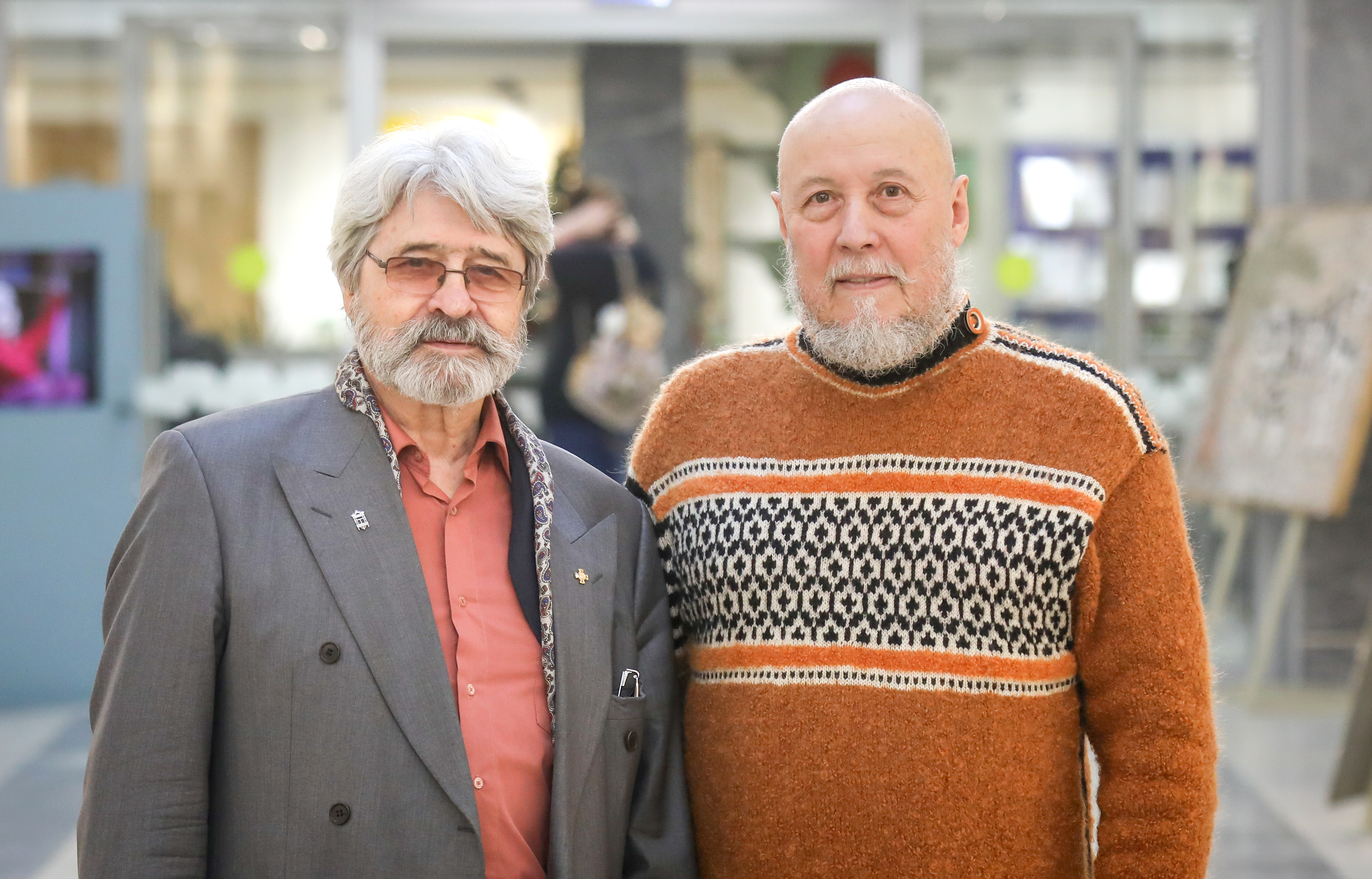
Народные художники РФ Геннадий Правоторов (слева) и Александр Муравьев в Российской государственной детской библиотеке.

## Награды и премии
- Первая премия Союза художников СССР по графике (1975).
- Премия Иркутского комсомола имени И. Уткина (1976).
- Премия Ленинского комсомола (1979).
- Премия Союза художников СССР (1979).
- Премия Академии художеств СССР (1987).
- Заслуженный художник РСФСР (1988).
- Народный художник Российской Федерации (2005).
- Знак отличия «За заслуги перед Иркутской областью» (2006)[1].